# 稲羽町
稲羽町（いなばちょう）は、岐阜県稲葉郡に存在した町である。

## 概要
- 現在の各務原市の南西部、木曽川北岸に該当し、各務原市発足時の4町で唯一全域が濃尾平野に位置し、各務原台地に架かっていない。
- 町名は稲葉郡と羽島郡の村が合併したことから、両郡の文字を1文字ずつ取り入れた事に由来する。1963年に合併で各務原市となったため、わずか8年と約2ヶ月で消滅した。
- 役場の跡地は、稲羽ふれあいセンターの駐車場になっている。

## 大字
14の大字が設定された
- 松本町　（旧・中屋村大字松本）
- 上中屋町　（旧・中屋村大字上中屋）
- 下中屋町　（旧・中屋村大字下中屋）
- 大佐野町　（旧・中屋村大字大佐野）
- 成清町　（旧・中屋村大字成清）
- 神置町　（旧・中屋村大字神置）
- 上戸町　（旧・更木村大字上戸）
- 大野町　（旧・更木村大字大野）
- 小佐野町　（旧・更木村大字小佐野）
- 三井町　（旧・更木村大字三井）
- 前渡東町　（旧・前宮村大字前渡）
- 前渡西町　（旧・前宮村大字前渡）
- 山脇町　（旧・前宮村大字若宮）
- 下切町　（旧・前宮村大字若宮）

## 歴史
- 1955年（昭和30年）2月11日 - 羽島郡中屋村、稲葉郡更木村、前宮村の3村が合併、町制施行して発足[2]。
- 1963年（昭和38年）4月1日 - 稲葉郡鵜沼町、蘇原町、那加町と合併、市制施行して各務原市が発足。同日稲羽町廃止。この合併により、稲葉郡は消滅。

## 学校
- 稲羽町立前宮小学校 （現・各務原市立稲羽東小学校）
- 稲羽町立敬恪小学校 （各務原市発足時に更木小学校と統合し、各務原市立稲羽西小学校）
- 稲羽町立更木小学校 （各務原市発足時に敬恪小学校と統合し、各務原市立稲羽西小学校）
- 稲羽町立稲羽中学校 （現・各務原市立稲羽中学校）

## 神社・仏閣
- 河野西入坊（下中屋町）
- 前渡不動尊（前渡西町）
- 御井神社（三井町）
- 天神神社（上中屋町）
- 熊野神社 （大野町）
- 神明神社（小佐野町）
- 神明神社（前渡西町）
- 若宮神社（山脇町）
- 春日神社（下中屋町）
- 春日神社（上戸町）

## 合併について
- 昭和の大合併での当初の計画では、3村（中屋村、更木村、前宮村）以外に羽島郡川島村との4村での合併であった。しかし、川島村は木曽川の中洲の村であり、交通手段が当時は渡船しかないこと、地域交流があまり盛んでないことなどがあり、最終的には前述の3村が合併で稲羽町になり、川島村は1956年に単独で町制施行、羽島郡川島町となった。後に平成の大合併で2004年11月1日、川島町は各務原市に編入された。当初の計画の稲羽町は、各務原市という形で計画どおりになったのである。
- 1956年、旧・各務郡を中心とした地域（鵜沼町、蘇原町、那加町、稲羽町、芥見村）での広域合併も計画されていたが、芥見村が岐阜市へ編入されたこと、各町が単独での存続を望んだこともあり、幻となっている。その後、単独存続を望んでいた4町が合併し各務原市が成立したのだが、この合併はかなり強引なものであったと言われている。以前ほどではないが、現在でも旧4町の町域でのつながりは強い。この各務原市の成立経緯については、この地を地盤とする世襲の政治家一族（元岐阜県知事、初代各務原市長、元衆議院議員、前衆議院議員を輩出）の影響ということも当時は噂された。